# Great Teacher Onizuka
Great Teacher Onizuka (GTO) – 25-tomowa manga autorstwa Tōru Fujisawy. Seria ta jest sequelem 31-tomowej mangi Shōnan jun'ai gumi!, również autorstwa Tōru Fujisawy.
Na podstawie tej serii wyprodukowano serię anime oraz filmy.
W Polsce manga została wydana nakładem wydawnictwa Waneko w latach 2004–2010, natomiast anime do 1 kwietnia 2006 roku było wyświetlane na kanale Hyper.
W czerwcu 2021 Waneko zapowiedziało wydanie reedycji.

## Fabuła anime
Dwudziestodwuletni Eikichi Onizuka jest członkiem gangu motocyklowego. Całe dnie spędza na włóczeniu się po mieście oraz wizytach w salonach gier. Prócz tych zajęć Onizuka oddaje się swemu hobby – podglądaniu dziewczyn, jako że nigdy nie miał własnej. Któregoś dnia udaje mu umówić się na randkę, jednak dziewczyna, z którą się umówił, ucieka do swojego kochanka – obleśnego starego nauczyciela. Onizuka, któremu zaimponowała nauczycielska władza, postanawia podjąć pracę w szkole. Mając w pamięci swoje szkolne lata, których nie może zaliczyć do szczęśliwych, postanawia zostać tytułowym „wspaniałym nauczycielem”. Udaje mu się zdobyć stanowisko nauczyciela w gimnazjum jako wychowawca klasy 3-4. Poprzedni jej wychowawcy nie skończyli dobrze: jeden trafił do szpitala psychiatrycznego, a drugi popełnił samobójstwo. Jedną z nauczycielek jest Azusa Fuyutsuki. Oboje zakochują się w sobie, jednak nie potrafią tego wyznać.
Onizuka, chcąc wypełnić swoje postanowienie i zostać wspaniałym nauczycielem, dochodzi do wniosku, że potrzebne jest odpowiednie podejście do uczniów i zrozumienie ich. Pomimo wielu napotkanych trudności ze swoimi wychowankami, Onizuce udaje się nawiązać z nimi dobry kontakt i się zaprzyjaźnić, pomagając im spełnić swe marzenia, a nieraz ratując życie. Nie wpoił im za wiele książkowej wiedzy (sam za wiele jej nie miał), ale nauczył czegoś ważniejszego – jak dobrze żyć. Ostatecznie Onizuka ucieka przed policją do Kalifornii w USA.

## Bohaterowie
- Eikichi Onizuka – były szef gangu motocyklowego. Pewnego dnia zapragnął zostać najlepszym nauczycielem w historii Japonii, jako że na własne oczy przekonał się, że panny lecą na nauczycieli. Nadto jako perfekcjonista – jeżeli ma coś zrobić, to robi jak najlepiej, bez względu na okoliczności, „Jak prawdziwy mężczyzna”, jak stwierdza mama Kunia Muraia. Znakomicie zna karate, wielokrotnie ratuje życie Yoshikawie. Mimo licznych postrzeleń i upadków ze sporej wysokości ma się doskonale i nigdy nic mu się nie dzieje. Miał nadzieję na pracę w liceum, by nawiązać bliskie kontakty z uczennicami, ale trafia do gimnazjum, jako wychowawca najgorszej klasy w historii szkoły, aby ją zmienić, stara się do każdego dotrzeć. Wielu nauczycieli uważało, że Onizuka nie zachowuje się jak prawdziwy nauczyciel, ale jego niekonwencjonalne metody dają znakomite efekty. Mimo starań uczniów i wicedyrektora, Onizuka wygrywa – uczniowie go lubią, a nauczyciele zazdroszczą dobrego kontaktu z dziećmi. Onizuka udowodnił, że w nauczycielstwie najważniejsze są dobre chęci i przyjazne nastawienie, a nie dyplomy i stopnie naukowe. W mandze, po wyleczeniu ciężkich ran, dostaje stałą posadę w szkole Holy Forest jako wychowawca „trudnej” klasy 4.
- Danma Ryuji – kumpel Onizuki, właściciel sklepu z motocyklami. Razem dowodzili gangiem. Dawno temu postanowili, że przyjadą do Tokio. Najczęściej z Eikichim spotykają się przy piwie. Pomaga Onizuce w tarapatach. Ciągle nie może zrozumieć czemu największy chuligan, największy przestępca okolic wybrzeża Shōnan został nauczycielem. Nie może także zrozumieć zmiany Onizuki.
- Azusa Fuyutsuki – młoda nauczycielka. Bardzo ładna. Podkochują się w niej uczniowie, przez co jest znienawidzona przez uczennice. Zakochana w Onizuce, zawsze mu pomaga.
- Dyrektor Sakurai – pani dyrektor, w wolnych chwilach pracuje w sklepiku szkolnym. Zatrudnia Onizukę. Jest także po jego stronie, ponieważ wierzy, że tylko on jest w stanie zatrzymać terror uczniów wobec nauczycieli.
- Hiroshi Uchiyamada (wicedyrektor) – wróg Onizuki nr 1. Niezbyt lubiany wśród rodziny i nauczycieli. Nade wszystko pragnie pozbyć się Onizuki, ponieważ został przez niego publicznie upokorzony, a ukochana Toyota Cresta – pięciokrotnie zniszczona.
- Suguru Teshigawara – nauczyciel matematyki. Tak jak wicedyrektor wróg Onizuki. Chce usunąć Onizukę ze szkoły, lecz widząc, że jego sposoby nic nie dają planuje go zabić. A wszystko przez zazdrość o dobre kontakty z uczniami i jego obsesję na punkcie Fuyutsuki.
- Kunio Murai – uczeń. Początkowo wróg Onizuki, później staje po jego stronie. Jego nienawiść była spowodowana tym, że Onizuka umówił się kiedyś z jego samotną, młodą i ładną matką. Kiedy jednak okazało się, że nie po to, by się z nią przespać, Kunio zaczyna tolerować, a nawet lubić Onizukę. Do jego bandy należy też trzech innych chłopaków.
- Yoshito Kikuchi – kolega z bandy i klasy Kunia Murai. Geniusz komputerowy i najlepszy uczeń. Swoje talenty wykorzystywał początkowo do robienia kompromitujących zdjęć Onizuki, potem się z nim zaprzyjaźnia.
- Noboru Yoshikawa – uczeń. Od początku zaprzyjaźnia się z Onizuką. Pożycza mu gry telewizyjne, jako że cały wolny czas spędza na grach. Nie ma przyjaciół, jest terroryzowany przez Anko Ueharę i jej koleżanki. Z tego powodu dwukrotnie chciał popełnić samobójstwo, skacząc z dachu szkoły, ale Onizuka go ratował (stąd zniszczona dwa razy Cresta wicedyrektora). Na szkolnej wycieczce on i jego prześladowczyni zakochują się w sobie.
- Miyabi Aizawa – uczennica. Głównie ona stara się o wyrzucenie Onizuki. W anime jest to spowodowane samobójstwem jednej z jej koleżanek, co skłoniło Aizawę do próby zabójstwa jednego z jej byłych nauczycieli. Onizuka uratował ją przed rzekomą śmiercią z rąk bandytów wynajętych przez Kanzaki. Mimo że nie pojechała na wycieczkę, przestała się starać o zwolnienie Onizuki. Ostatecznie go przeprasza. Niegdyś była najlepszą przyjaciółką Tomoko, ale zaczęła nią poniewierać mimo jej przywiązania. Kiedy Tomoko powiedziała jej, jak bardzo ją lubi i podziwia, Miyabi zrozumiała swój błąd i przestała się nad nią znęcać.
- Anko Uehara – przeciwniczka Onizuki. Wraz ze swymi koleżankami terroryzowały Yoshikawę od dawna – za to, że jest, oraz za to, że przyjaźni się z Onizuką. W końcu zakochuje się w nim po tym, jak Yoshikawa ją ratuje i okazuje zimną krew, kiedy próbują wydostać się z jaskini. Uświadomiła sobie, że w głębi duszy jest podobny do niej (tak jak on bała się zakochać). Na początku stara się pozbyć tego co czuje do Yoshikawy, lecz przyznaje się przed samą sobą podczas akcji, gdy Onizuka, Kusano i Fujiyoshi (przyjaciele Kunia Murai) przebierają się za bandytów.
- Tomoko Nomura – na początku akcji jedna z przyjaciółek Miyabi Aizawy. Niezbyt inteligentna, ale za to obdarzona dużym biustem i złotym sercem. Zawsze podziwiała Miyabi, nawet gdy jej przyjaciółka traktowała ją jak wroga. Wzięła udział w konkursie piękności, którego pomysłodawcą był Onizuka. Dzięki temu została gwiazdą Japonii.
- Urumi Kanzaki – wyjątkowo inteligentna uczennica. Otrzymała prawo od ministra edukacji do nie chodzenia na zajęcia, dlatego rzadko pojawia się w szkole. Lecz na wieść o nowym wychowawcy zaczęła chodzić, chcąc go doprowadzić do zrezygnowania z posady. Nienawidziła nauczycieli, ponieważ jej dawniejsza nauczycielka nie mogła poradzić sobie z tak mądrą uczennicą i wyjawiła jej sekret – mianowicie Urumi jest dzieckiem z probówki, a jej matka, wybierając dawcę nasienia, kierowała się jedynie inteligencją mężczyzny. Urumi ma IQ ponad 200. Z początku robi wszystko by poniżyć Onizukę, współpracuje z Miyabi, ale potem zaprzyjaźnia się z nim, z dalszych wydarzeń ukazanych w mandze dowiadujemy się, że go kocha, a jej najlepszą przyjaciółką zostaje mało rozgarnięta Tomoko. Urumi potrafi mówić w pięciu różnych językach, w tym po katońsku i francusku. Ma jedno oko niebieskie a drugie brązowe.
- Koji Fujiyoshi – członek bandy Kunia Murai, żyje w biednej rodzinie, tak jak Murai zaprzyjaźnia się z Onizuką.
- Tadaki Kusano – przyjaciel i członek bandy Muraia. Zaprzyjaźniony z Onizuką. Wielbiciel gier wideo.
- Nanako Mizuki – występuje tylko w pierwszym, pilotowym (podwójnym) odcinku anime. Ma problemy z rodzicami, którzy nieustannie się kłócą i mają strasznie dużo pieniędzy. Po tym, jak Onizuka zakochuje się w niej, ona przychodzi do jego domu, rozbiera się, a jej koledzy robią im zdjęcia. Żądają miliona jenów za zdjęcia i grożą, że jeśli trafią one do gazety, Onizuka nigdy nie zostanie nauczycielem. W końcu jednak Mizuki spotyka się z nim i opowiada mu o swoich problemach, on wyburza ścianę w jej domu by zniszczyć „mur” w sercach rodziców o którym wiele opowiadała Onizuce. Niedługo po tym dziewczyna pisze do niego list z podziękowaniami i wyznaje miłość.

## Manga
Seria ukazywała się na łamach magazynu „Shūkan Shōnen Magazine” wydawnictwa Kōdansha od 8 stycznia 1997 do 13 lutego 2002. Została również opublikowana w 25 tankōbonach, wydawanych od 16 maja 1997 do 17 kwietnia 2002.
W Polsce manga została wydana nakładem wydawnictwa Waneko w latach 2004–2010, natomiast od 21 lipca 2021 ukazuje się jej reedycja
| Nr | Język japoński    | Język japoński         | Język polski     | Język polski           |
| Nr | Data wydania      | ISBN                   | Data wydania     | ISBN                   |
| -- | ----------------- | ---------------------- | ---------------- | ---------------------- |
| 1  | 16 maja 1997      | ISBN 978-4-06-312411-8 | czerwiec 2004    | ISBN 978-83-88272-56-1 |
| 2  | 17 lipca 1997     | ISBN 978-4-06-312436-1 | lipiec 2004      | ISBN 978-83-89893-00-0 |
| 3  | 17 września 1997  | ISBN 978-4-06-312455-2 | wrzesień 2004    | ISBN 978-83-89893-01-7 |
| 4  | 17 listopada 1997 | ISBN 978-4-06-312481-1 | grudzień 2004    | ISBN 978-83-89893-02-4 |
| 5  | 16 stycznia 1998  | ISBN 978-4-06-312503-0 | styczeń 2004     | ISBN 978-83-89893-03-1 |
| 6  | 17 kwietnia 1998  | ISBN 978-4-06-312538-2 | marzec 2005      | ISBN 978-83-89893-04-8 |
| 7  | 17 czerwca 1998   | ISBN 978-4-06-312559-7 | maj 2005         | ISBN 978-83-89893-05-5 |
| 8  | 17 sierpnia 1998  | ISBN 978-4-06-312583-2 | sierpień 2005    | ISBN 978-83-89893-06-2 |
| 9  | 17 listopada 1998 | ISBN 978-4-06-312619-8 | październik 2005 | ISBN 978-83-89893-07-9 |
| 10 | 17 marca 1999     | ISBN 978-4-06-312665-5 | grudzień 2005    | ISBN 978-83-89893-08-6 |
| 11 | 17 czerwca 1999   | ISBN 978-4-06-312688-4 | luty 2006        | ISBN 978-83-89893-09-3 |
| 12 | 17 sierpnia 1999  | ISBN 978-4-06-312727-0 | kwiecień 2006    | ISBN 978-83-89893-10-9 |
| 13 | 17 listopada 1999 | ISBN 978-4-06-312773-7 | lipiec 2006      | ISBN 978-83-89893-11-6 |
| 14 | 17 stycznia 2000  | ISBN 978-4-06-312791-1 | listopad 2006    | ISBN 978-83-89893-12-3 |
| 15 | 14 kwietnia 2000  | ISBN 978-4-06-312824-6 | styczeń 2007     | ISBN 978-83-89893-13-0 |
| 16 | 17 lipca 2000     | ISBN 978-4-06-312848-2 | marzec 2007      | ISBN 978-83-89893-15-4 |
| 17 | 14 września 2000  | ISBN 978-4-06-312882-6 | maj 2007         | ISBN 978-83-89893-14-7 |
| 18 | 15 grudnia 2000   | ISBN 978-4-06-312914-4 | sierpień 2007    | ISBN 978-83-89893-16-1 |
| 19 | 16 marca 2001     | ISBN 978-4-06-312947-2 | listopad 2007    | ISBN 978-83-61023-06-7 |
| 20 | 15 czerwca 2001   | ISBN 978-4-06-312980-9 | luty 2008        | ISBN 978-83-61023-07-4 |
| 21 | 10 sierpnia 2001  | ISBN 978-4-06-313006-5 | czerwiec 2008    | ISBN 978-83-61023-08-1 |
| 22 | 16 listopada 2001 | ISBN 978-4-06-313041-6 | wrzesień 2008    | ISBN 978-83-61023-09-8 |
| 23 | 15 marca 2002     | ISBN 978-4-06-313073-7 | grudzień 2008    | ISBN 978-83-61023-10-4 |
| 24 | 17 kwietnia 2002  | ISBN 978-4-06-313097-3 | wrzesień 2009    | ISBN 978-83-61023-11-1 |
| 25 | 17 kwietnia 2002  | ISBN 978-4-06-313098-0 | czerwiec 2010    | ISBN 978-83-61023-12-8 |

## Anime

### Muzyka
Pierwszą czołówką anime jest utwór Driver’s High japońskiego zespołu L’Arc-en-Ciel. Drugą czołówką jest utwór Hitori no yoru zespołu Porno Graffitti.

#### Lista utworów
1. „School's In Session” 4:21
2. „Theme of GTO” 3:22
3. „Bike Investigation” 6:13
4. „Onizuka Impossible” 1:43
5. „Six Mat Happiness” 0:58
6. „German Suplex of Anger” 2:13
7. „Onizuka's Blues” 1:28
8. „Attitude to the Teacher” 1:40
9. „Fire That Guy!” 1:56
10. „Kattobi Rock'n Roll” 1:47
11. „Cresta of Love” 1:57
12. „Son of A Bitch!!” 1:43
13. „Open Up Your Ass!!” 2:10
14. „One Day Record” 1:24
15. „Teacher BANZAI!!” 3:19
16. „Becoming the National Kid” 1:57
17. „Teacher Forever” 1:46
18. „Living with only Luck!?” 2:12
19. „Eggplants and Cucumber” 2:17
20. „The Theme from GTO” (Great Brass Version) 4:13
21. „Okujou De Ippuku” 2:59
22. „Cosplay Mania” 1:00
23. „Momoiro Bousou” 1:10
24. „Psyche De Psycho” 1:59
25. „Musashino Sekkei” 3:40
26. „Sensei Tasukete!” 4:36
27. „Concrete Jungle” 3:17
28. „Furueru Kokoro” 1:10
29. „Bouhatsu E No Prologue” 1:40
30. „Chippokena Yuuki” 1:41
31. „Bukiyou Na Koi No Melody” 5:09
32. „Happy End & Dondengaeshi” 3:34
33. „Shizuku” [Miwako Okuda] 4:17